# Lionel Plumenail
Lionel Plumenail (Bordeaux, 22 de janeiro de 1967) é um esgrimista francês, campeão olímpico.
Lionel Plumenail representou seu país nos Jogos Olímpicos de Verão de 1996 e 2000. Conseguiu a medalha de ouro Florete por equipe em 2000 no individual prata em 1996.